# 極相
極相（きょくそう、英語: climax）とは、生物群集の遷移の最終段階で見られる平衡状態のことをいう。

## 概説
植物群集においては、遷移の過程にともない次第に複雑な植生が発達し、条件が良ければ森林が成立する。日本の森林では、一次遷移・二次遷移に関わらず最終的には暗い環境でも定着が可能な陰樹が徐々に優占するようになっていく。落葉樹林においてはミズナラ・ブナなどがこれにあたる。森林の樹木群集がほとんど陰樹で構成されるようになり、それ以降樹種の構成がさほど変化しない状態になったことを「極相に達した」といい、極相に達した森林を極相林という。また、主に極相林で生育する樹木種を極相種という。ただし、樹木の定着や成長は気候や土壌の状態などの環境にも影響されるため、必ず陰樹が優占するようになるわけではない。乾燥や低温などの条件が強ければ、草原が極相である場合もあり得る。気候帯によってどの様な植生が成立するかを説明する場合、その極相を以ていう。
同一の気候帯であれば、最終的には単一の極相に至る、という考えを単極相説、地形等の条件によって異なった植生が成立するのも極相と認める立場を多極相説という。極相に達した状態であっても、幹折れや倒木などで生じたギャップでは豊富な光量や地温などにより陽樹が侵入・定着することがある。したがって「動的な平衡状態」にあるという方がより適切であり、現在では森林のあり方を理解するために欠かせない視点のひとつとなっている。ギャップ形成やその影響も含めた森林動態のあり方をギャップダイナミクスという。
なお、原生林とは、極相に達した後にある程度以上の期間にわたって人の攪乱を受けていないものをさす。極相林の植物が出そろった後も、樹木は大きくなり、大径木でなければ生息不可能な動物も存在する。その他の点でも、ゆっくりとではあるが森林内の環境は変化するものと考えられる。また、原始林というのは、ほとんど有史以来、人の攪乱を受けていないような森林をさす言葉である。